# Vic Wilson
Victor Wilson, dit Vic Wilson, (né le 14 avril 1931 à Kingston upon Hull, en Angleterre et mort le 14 janvier 2001 à Gerrards Cross) est un ingénieur et pilote automobile britannique. 

## Biographie
Passant sa jeunesse en Afrique du Sud, Victor Wilson participe à diverses courses sur MG puis sur Lotus, avant de retourner en Grande-Bretagne en 1960 où il prend part à des épreuves de formule 2, ainsi qu'au Grand Prix d'Italie sur la Cooper F2 de Dick Gibson, alors blessé. Ce sera son unique départ en championnat du monde de Formule 1. 
Il dispute ensuite des courses d'endurance. En 1966, il dispute deux courses hors championnat sur la BRM F1 de l'équipe Chamaco, se classant notamment quatrième du Grand Prix de Syracuse. Il dispute ensuite les essais du Grand Prix de Belgique, mais doit céder son volant à Bob Bondurant. Il met alors un terme à sa carrière sportive. 
Victor Wilson meurt accidentellement à l'âge de 69 ans, victime d'un accident de moto.